# Sebastian Heymann
Sebastian Heymann (1 de marzo de 1998) es un jugador de balonmano alemán que juega de lateral izquierdo en el Rhein-Neckar Löwen. Es internacional con la selección de balonmano de Alemania.
Su primer gran campeonato con la selección fue el Campeonato Europeo de Balonmano Masculino de 2022.

## Palmarés

### Selección nacional
| Juegos Olímpicos | Juegos Olímpicos | Juegos Olímpicos | Juegos Olímpicos |
| Año              | Lugar            | Medalla          |                  |
| ---------------- | ---------------- | ---------------- | ---------------- |
| 2024             | París            | Medalla de plata |                  |

### Frisch Auf Göppingen
- Liga Europea de la EHF (1): 2017

## Clubes
| Club                 | País     | Año       |
| -------------------- | -------- | --------- |
| Frisch Auf Göppingen | Alemania | 2016-2024 |
| Rhein-Neckar Löwen   | Alemania | 2024-Act. |